# Billerbeck (település)
Billerbeck település Németországban, azon belül Észak-Rajna-Vesztfália tartományban. Lakosainak száma 11 790 fő (2023. december 31.). Billerbeck Coesfeld, Rosendahl és Nottuln községekkel határos.

## Fekvése
Münstertől nyugatra fekvő település.

## Története
Nevét az oklevelek 809. március 26-án említették először St. Liudger Billerbeckben halálával kapcsolatban.
1234-ben épült fel a Johannis templom, majd 1302-ben Billerbeck városi jogokat kapott III Otto püspöktől. 1548-ban pedig az anabaptisták ostromolták meg a várost.
1891-ben épült fel a városháza, majd 1892-1898 között a Propsteikirche St. Ludgerus templom épült fel.
1945. március 30-án, a második világháború végén amerikai csapatok foglalták el a várost.
1950-ben épült fel a szabadtéri színpad.

## Nevezetességek
- János templom (Johanniskirche) - 1237-ben épült.
- Havixbeck vizivár (Wasserburg Havisbeck)

## Galéria

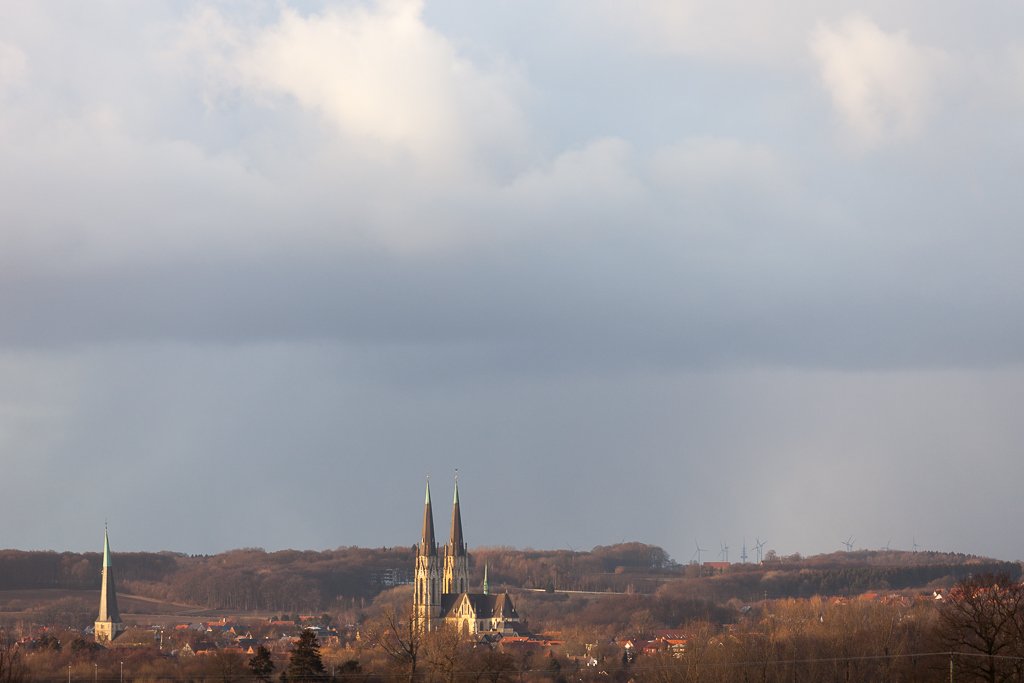
Billerbeck
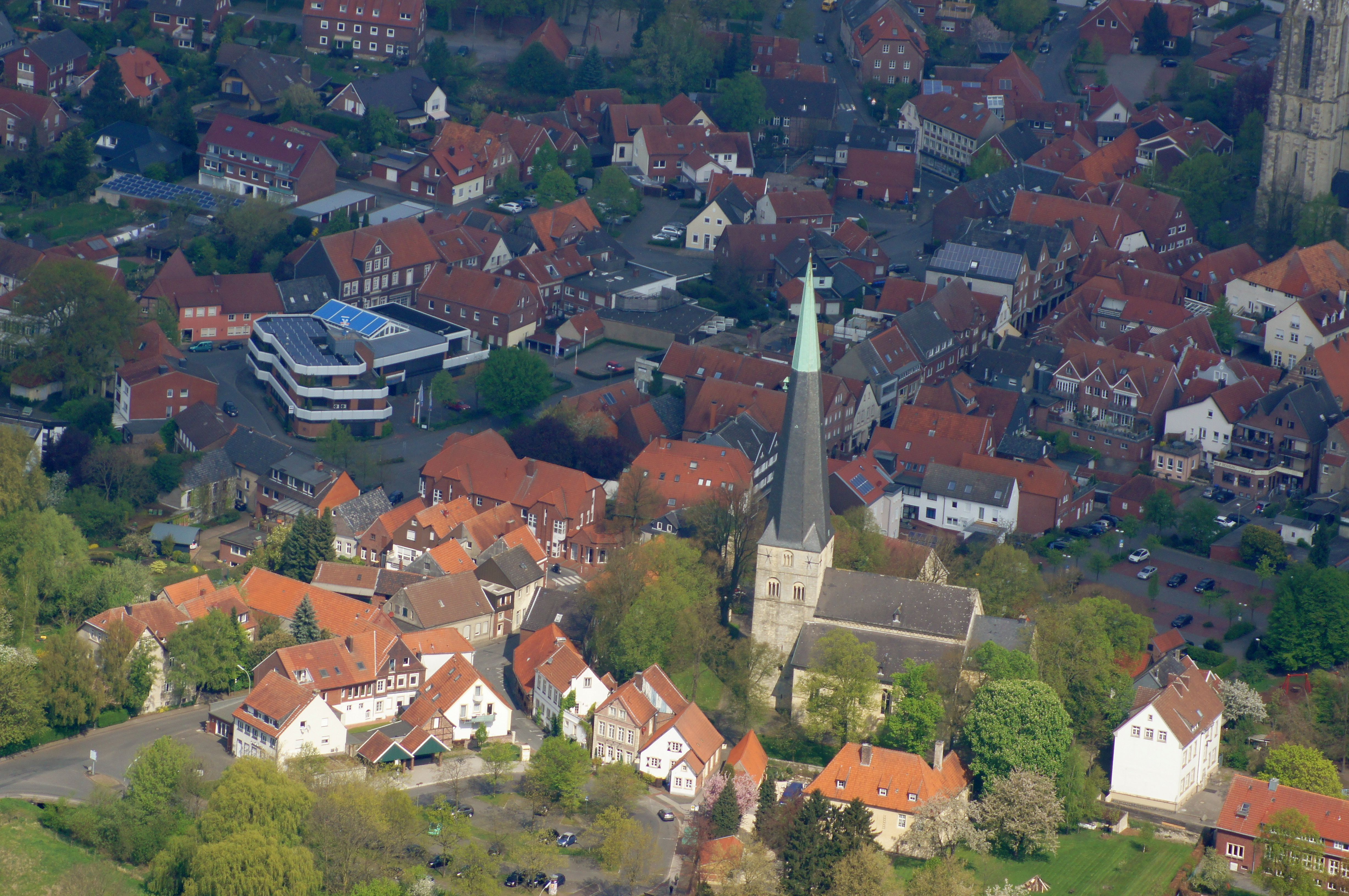
Billerbeck látképe
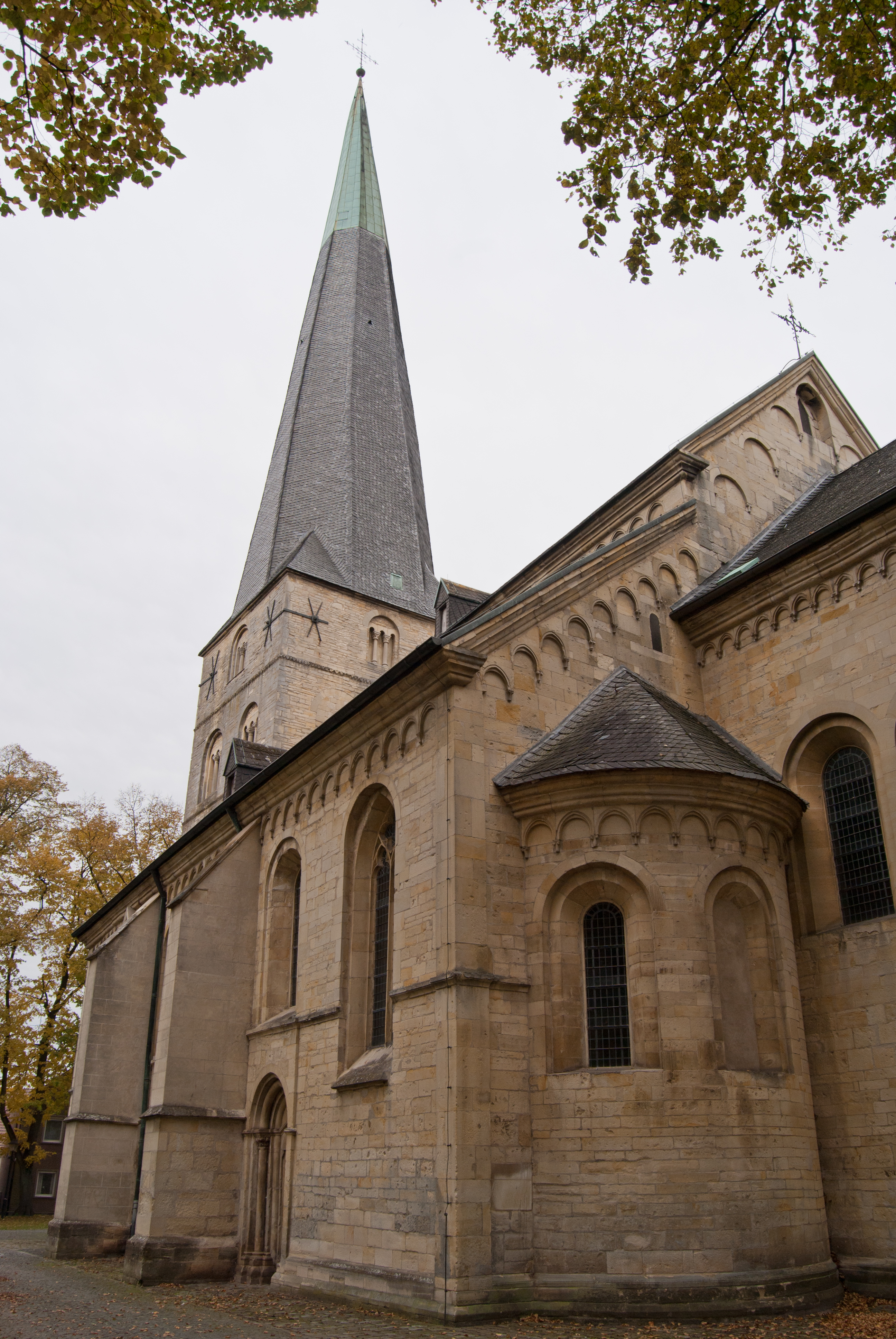
Szt. János templom
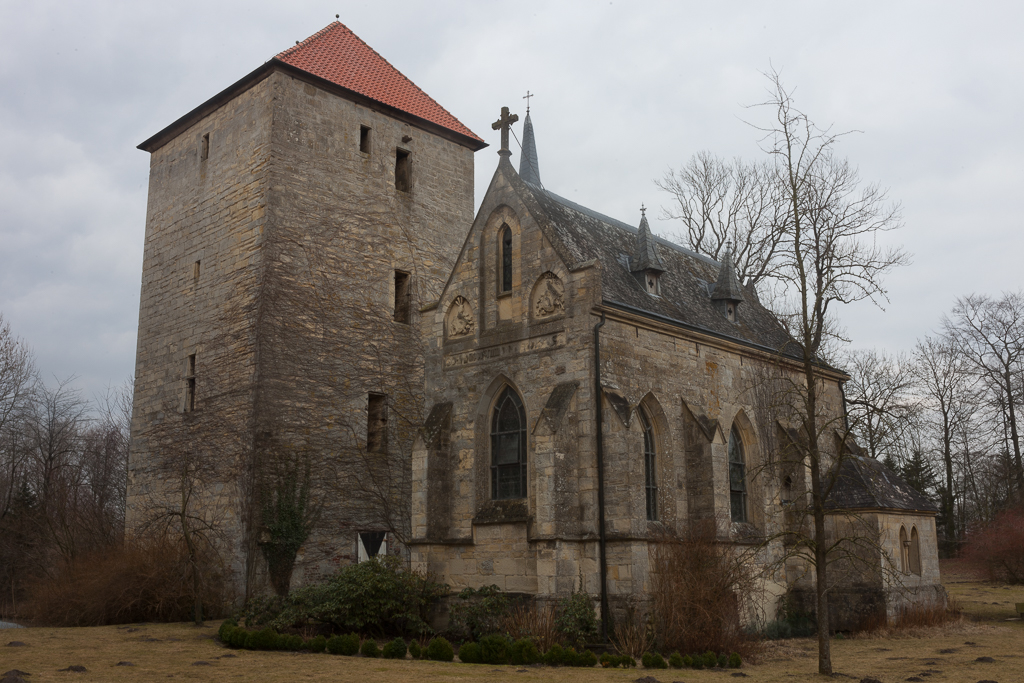
Haus Hameren
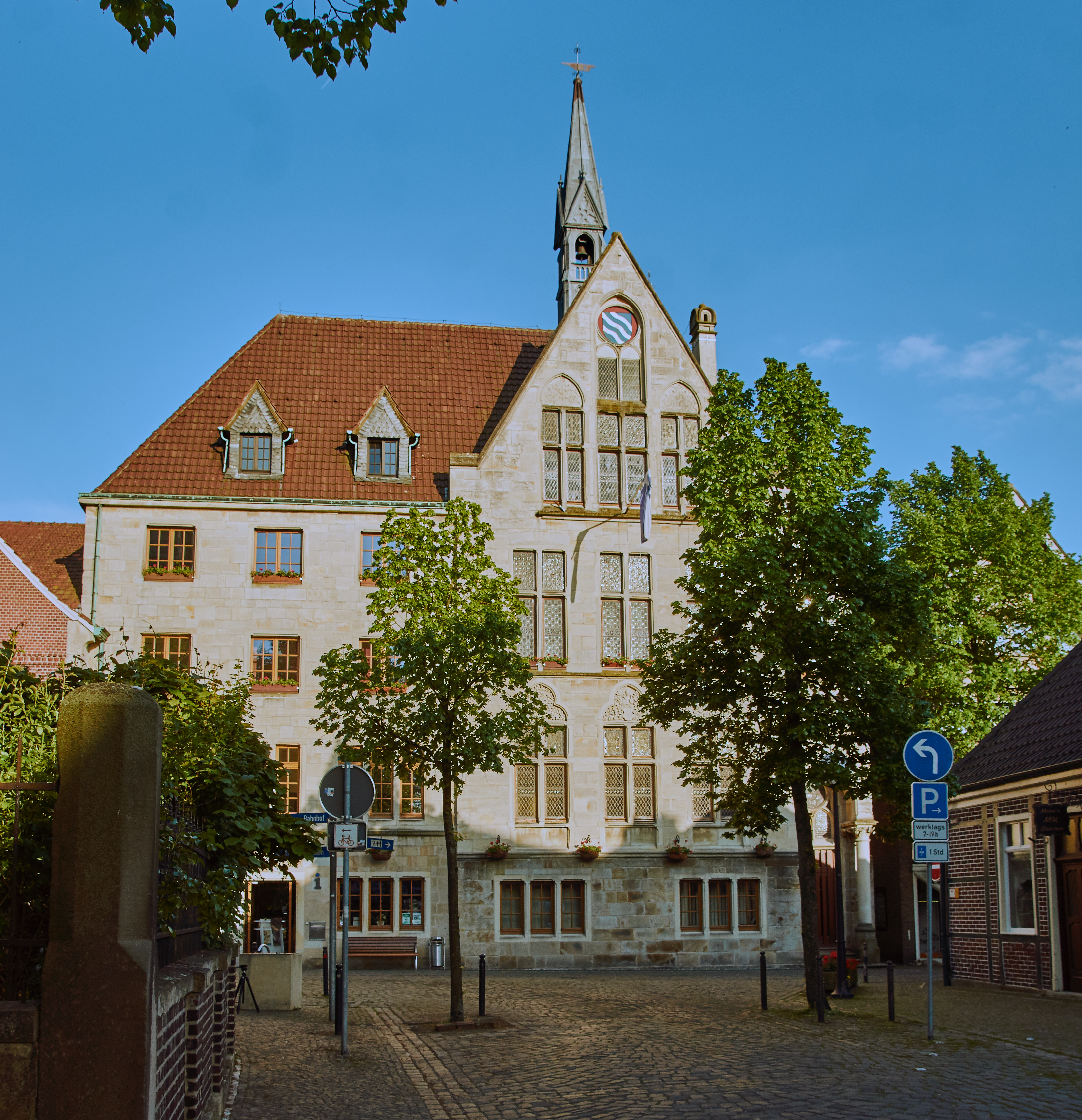
Városháza

## Népesség
A település népességének változása:
| Lakosok száma | 9321 | 11 447 | 11 593 | 11 544 | 11 566 | 11 525 | 11 681 | 11 790 |
|               | 1975 | 2014   | 2015   | 2017   | 2019   | 2021   | 2022   | 2023   |